# Bye-Bye-Handの方程式
Bye-Bye-Handの方程式（バイバイハンドのほうていしき）は、大阪豊中を拠点に活動する日本の4ピースロックバンド。
No Big Deal Records所属。略称は「バイハン」。

## 概要
2015年5月5日に中学校の同級生で結成し、大阪を拠点に活動を続けている4人組ロックバンド。
2020年にNo Big Deal Records Auditionでグランプリを獲得し、同レーベルに所属。2021年より現在のメンバーで活動中。
関西のライブハウスを中心に精力的に活動中であり、2024年2月には自主企画フェスである「秘密蜂蜜フェス」を開催。
2024年5月22日、日本コロムビアよりアルバム『ソフビ』をリリースしメジャーデビュー。

## メンバー
- 汐田泰輝（ウシオダ タイキ、1999年7月12日 - ）

ボーカル、ギター、作詞・作曲
小学5年生の時にアコースティックギター教室に通い始める。ギター教室に通い始めた理由は、もともとしていたサッカーの練習が嫌だったから。豊中でおすすめのグルメはなんばん亭の焼きそば、心斎橋ではカオスダイナーか定食屋とまと。カレーを食べる時は、ルーとご飯は混ぜて食べることは絶対にしない。雨が降ると気分が落ちるため、自分植物説を推している。
- 岩橋茅津（イワハシ カヤツ、1999年5月9日 - ）

リードギター
「かつや」の写真だけでどこの店舗かを当てると言う特技がある。メンバーの汐田に「数少ないこの世の好きなギタリストで3本の中に入る」と言われている。中村によると頭が一番キレると思われている。2023年7月18日にXの公式アカウントに（同年）7月22日の予定を聞かれた際、「えと、空います」と答えていた。
- 清弘陽哉（キヨヒロ ハルヤ、1999年12月26日 - ）

ドラム
中学2年生のときに、メンバーの汐田が学年集会で前に出てギターを弾いているのを見てギターを始めた。ドラムを始めたのはバンドを組むと決まった時にドラムがいなかったから。とにかく優しすぎる。そして器用。ナッツアレルギー。
- 中村龍人（ナカムラ リュウト、2000年11月16日 - ）

ベース
2021年2月に正式メンバーとして加入。加入前はアポロノームのサポートもしていた。ライブのセットリストを考える人。ベースは独学で学んだ。東海オンエアをよく見る。ベースの弦はダダリオ。平成初期のジャニーズが好き。タバコは吸わない。ギャルが好き。
元メンバー
- 飯田肇

## ディスコグラフィ

### シングル
|     | 発売日         | タイトル                         | 収録楽曲                           |
| --- | -------------- | -------------------------------- | ---------------------------------- |
| 1st | 2019年2月16日  | 結露/湿恋                        | 1.結露 2.湿恋                      |
| 2nd | 2021年2月17日  | romance tower                    | 1.romance tower                    |
| 3rd | 2021年10月6日  | ぷらねたりゅーむ                 | 1.ぷらねたりゅーむ                 |
| 4th | 2021年12月5日  | ジュウブンノサン                 | 1.ジュウブンノサン                 |
| 5th | 2022年4月27日  | ひかりあうものたち               | 1.ひかりあうものたち               |
| 6th | 2022年11月23日 | ソフビ人間                       | 1.ソフビ人間                       |
| 7th | 2023年7月12日  | darling rolling                  | 1.darling rolling                  |
| 8th | 2023年10月18日 | 恋は傷つけ愛 feat.蓮（TRACK 15） | 1.恋は傷つけ愛 feat.蓮（TRACK 15） |
| 9th | 2024年2月4日   | 春のチャンス                     | 1.春のチャンス                     |

### EP
|        | 発売日         | タイトル               | 収録楽曲                                                                                  |
| ------ | -------------- | ---------------------- | ----------------------------------------------------------------------------------------- |
| 1st EP | 2019年11月26日 | 愛とは言わず哀と呼んで | 1.ロックンロール・スーパーノヴァ 2.melancholic room 3.僕らはまだ知らない 4.新譜は聴かない |
| 2nd EP | 2022年5月8日   | 生理的に好き-EP        | 1.夏風サンセット 2.からんころん 3.透明になった 4.romantic room                            |
| 3rd EP | 2023年3月15日  | 風街突風倶楽部-EP      | 1.風鈴 2.風街突風倶楽部 3.小さな怪獣 4.さよならですね。                                   |

### アルバム
|                | 発売日        | タイトル         | 収録楽曲 |
| -------------- | ------------- | ---------------- | --- |
| 1st mini album | 2018年7月21日 | 誤春の共通点     | 1.自論文 2.透明になった 3.フォーマルノーマル 4.ノーマルフォーマル 5.さばくとちゅう                                                                     |
| 2nd mini album | 2019年7月13日 | 煙夜の繁華街     | 1.熱帯夜と遊覧船 2.降り立つ天狗は中華街 3.煙の悟り 4.cheap dope feat.彰宏 5.雨の街 6.側に 7.あらゆるゆら                                               |
| 3rd mini album | 2020年9月9日  | Flowers          | 1.魔法の夜は君の夢 2.あの子と宇宙に夢中な僕ら 3.ちゃんと握って 4.馴れ初め愛 5.甘えたいだけなのだ feat.asmi 6.ラブユー・シーユー 7.嘘ならファンファーレ |
| 4th mini album | 2021年3月17日 | ろまんす快速特急 | 1.最終トレインあの子の街へ 2.romance tower 3.少女は月夜に夢を見る 4.甘い記憶 5.夢送り協奏曲 6.目を閉じるだけ 7.春散る日々さ 8.待ってくれないわ         |
| 5th mini album | 2022年1月19日 | すくーぷ         | 1.midnight parade 2.ぷらねたりゅーむ 3.ふたりのはなし 4.雨恋 5.ジュウブンノサン 6.FRIDAY                                                               |

### 参加作品
| 発売日        | タイトル |
| ------------- | --- |
| 2022年10月7日 | 電波無限大『サカサマデイドリーム（feat.Re:name, The Paddles, Bye-Bye-Hand No Houteishiki & CAT ATE HOTDOGS）』 |